# Sotanostenochrus
Genre
Sotanostenochrus est un genre de schizomides de la famille des Hubbardiidae.

## Distribution
Les espèces de ce genre sont endémiques du Mexique.

## Liste des espèces
Selon Schizomids of the World (version 1.0) :
- Sotanostenochrus cookei (Rowland, 1971)
- Sotanostenochrus mitchelli (Rowland, 1971)

L'espèce Sotanostenochrus hoffmannae a été placée dans le genre Mayazomus par Monjaraz-Ruedas et Francke en 2015.

## Publication originale
- Reddell & Cokendolpher, 1991 : Redescription of Schizomus crassicaudatus (Pickard-Cambridge) and diagnoses of Hubbardia Cook, Stenochrus Chamberlin, and Sotanostenochrus new genus, with description of a new species of Hubbardia from California (Arachnida: Schizomida: Hubbardiidae). Pearce-Sellards Series Texas Memorial Museum, vol. 47, p. 1-24 (texte intégral).